# Еропкин, Рафаил Дмитриевич
Рафаи́л Дми́триевич Еропки́н (1868 — после 1917) — тульский губернский предводитель дворянства в 1910—1916 годах, шталмейстер, член Государственного совета по назначению.

## Биография
Происходил из старинного дворянского рода Еропкиных. Имел родовых 446 десятин земли в Тульской губернии и 1650 десятин в Тамбовской губернии.
Окончил Катковский лицей (1886, с отличием) и Демидовский юридический лицей со степенью кандидата юридических наук (1891). В 1893 году был назначен исправляющим должность инспектора народных училищ Харьково-Змиевского участка Харьковской губернии, в следующем году утверждён в этой должности, а в 1897 году уволен от службы по прошению.
По выходе в отставку посвятил себя общественной деятельности и благотворительности. Избирался гласным Тульского уездного и губернского земских собраний. С 1892 года состоял почётным мировым судьей Тульского округа. С 1902 года избирался Тульским уездным, а с 1910 года — губернским предводителем дворянства. Кроме того, состоял почётным членом Желыбинского сельского попечительства детских приютов и председателем Тульского уездного попечительства детских приютов. Чин действительного статского советника получил 6 декабря 1906 года; в звание камергера был пожалован в 1911 году.
После провозглашения Октябрьского манифеста стал одним из основателей Объединенного дворянства, участвовал в его съездах в качестве уполномоченного от тульского дворянства. В годы Первой мировой войны состоял членом Тульского отделения Комитета для оказания временной помощи пострадавшим от военных бедствий. В 1916 году был произведён в тайные советники. 1 января 1917 года пожалован в шталмейстеры и одновременно, по инициативе И. Г. Щегловитова, назначен членом Государственного совета. Входил в правую группу. 1 мая 1917 года был оставлен за штатом, а по упразднении Государственного совета большевиками 14 декабря 1917 года — уволен от службы.
Судьба после 1917 года неизвестна. Был холост.

## Награды
- Орден Святой Анны 3-й ст. (1898);
- Орден Святого Владимира 4-й ст. (1905);
- Орден Святого Станислава 1-й ст. (1912);
- Орден Святой Анны 1-й ст. (1914);
- знак отличия «за труды по землеустройству»